# المعتقلون الصوماليون في غوانتانامو
اعتقلت الولايات المتحدة الأمريكية أربعة صوماليين في غوانتانامو، بينما عدد المعتقلين الكلي هو 779 معتقل إداريًا خارج نطاق القضاء في معتقل غوانتانامو الأمريكي في كوبا منذ فتح معسكرات الاعتقال في 11 يناير 2002، وانخفص العدد إلى 160 تقريبًا في ديسمبر 2013. وفي 17 يناير 2017 أعلنت الحكومة الأمريكية أنها ما زالت تعتقل 41 معتقلًا في غوانتانامو.

## القائمة
| رقم الاعتقال | الاسم              | الصورة | تاريخ الاعتقال | تاريخ إطلاق السراح | ملاحظات                                                                                  |
| ------------ | ------------------ | ------ | -------------- | ------------------ | ---------------------------------------------------------------------------------------- |
| 567          | محمد سليمان بار    |        | غير معروف      | 2009-12-19         | حين تم اعتقاله كان دون السن القانوني. وتم تسليمه إلى الصومال في نوفمبر 2008.             |
| 704          | محمد حسين عبد الله |        | 2002-08-05     | 2008-11-04         | تم تسليمه إلى الصومال في 4 نوفمبر 2008.                                                  |
| 10023        | جوليد حسن دران     |        | 2006-09-06     | ما زال معتقلًا      | تصنفه الولايات المتحدة أنه من المعتقلين عاليي الأهمية.                                   |
| 10027        | عبد الله سودي آريل |        | 2007-05-6      | 2009-12-19         | كان من آخر أربعة معتقلين يتم نقلهم إلى غوانتانامو. تم تسليمه إلى الصومال في ديسمبر 2009. |